# Pycnomerinx rhodesii
Pycnomerinx rhodesii là một loài ruồi trong họ Asilidae. Pycnomerinx rhodesii được Ricardo miêu tả năm 1925.